# Steven Deana
Steven Deana (Sciaffusa, 4 marzo 1990) è un calciatore svizzero, portiere svincolato.

## Carriera
Deana inizia la carriera nel Wetzikon. Nell'estate 2003 si trasferisce all'Effretikon. Dopo una sola stagione, viene notato dagli scout del Winterthur e si unisce alla squadra. Nell'estate 2005 lascia il Winterthur per firmare un contratto giovanile con il Grasshoppers.
Il 21 giugno 2009 lascia il Grasshoppers e firma il suo primo contratto da professionista con il Vaduz.

## Palmarès

### Club

#### Competizioni nazionali
- Coppa del Liechtenstein: 1

Vaduz: 2009-2010
- Coppa Svizzera: 2

Sion: 2010-2011, 2014-2015